# Viola dubia
Viola dubia är en violväxtart som beskrevs av Johann Baptist Wiesbaur. Viola dubia ingår i släktet violer, och familjen violväxter. Inga underarter finns listade i Catalogue of Life.